# Луцій Папірій Курсор (консул 293 року до н. е.)
Лу́цій Папі́рій Курсо́р (лат. Lucius Papirius Cursor; ? — після 272 до н. е.) — політичний, державний і військовий діяч Римської республіки, консул 293 і 272 років до н. е.

## Життєпис
Походив з патриціанського роду Папіріїв. Син Луцій Папірій Курсор, п'ятикратного консула та двократного диктатора.
У 293 році до н. е. його було вперше обрано консулом разом зі Спурієм Карвілієм Максимом. Того часу тривала Третя самнітська війна. Папірій разом з колегою рушив до Самніуму. тут він захопив місто Дуронію. Незабаром завдав рішучою поразки самнітам у битві при Аквілонії, за що отримав від сенату тріумф. Здобич Папірія Курсора склала 2 033 000 ассів й 1330 фунтів срібла. Втім відмовився роздати її легіонерам та народу, що викликало збурення. Згодом освятив храм Квіріна.
У 292 році до н. е. став претором. У 272 році до н. е. його було вдруге обрано консулом знову разом зі Спурієм Карвілієм Максимом. Воював проти самнітів, бруттієв та луканцев. Після здобутих перемог рушив проти Таренту, який зі свого боку блокував карфагенський флот. Втім Папірій підкупив очільника тарентського гарнізону Мілона (його призначив раніше цар Пірр) й раптово захопив місто. Велику здобич, знайдену в Таренті, Курсор перевіз до Риму. Тоді ж встановив перший сонячний годинник у храмі Квіріна. 
Подальша доля Луція Папірія Курсора невідома.